# Looking Glass (Internet)
Looking Glass (englisch Spiegel) ist ein Software-Werkzeug, um Informationen über Übertragungswege im Internet zu erhalten.
Im Internet werden Routing-Informationen mit dem Routing-Protokoll Border Gateway Protocol (BGP) übertragen. Bei diesem Routing-Protokoll wird das Internet in sogenannte autonome Systeme (AS) unterteilt und statt Informationen über jeden einzelnen Rechner im Internet auszutauschen, werden nur Informationen über diese autonomen Systeme übertragen.
Looking Glass besteht meistens aus einer Sammlung von Skripten (z. B. Perl-Skripte), die auf einem Rechner mit Web-Frontend laufen, über das dann Befehle (z. B. Ping, Traceroute, BGP-Befehle etc.) mit entsprechenden Parametern an die Router im Internet gesendet werden können.
Die Ergebnisse werden dann ebenfalls von dem Web-Frontend dargestellt und dienen zum Beispiel der Fehlersuche bei Routing-Problemen.